# Bệnh viện Johns Hopkins
Bệnh viện Johns Hopkins là một bệnh viện trường đại học nằm ở Baltimore, Maryland, Hoa Kỳ. Được thành lập nhờ tài trợ từ Johns Hopkins, đến nay, đây được coi là một trong những bệnh viện nổi tiếng nhất trên thế giới và năm thứ 17 liên tiếp được phân loại ở vị trí đầu tiên trong bảng xếp hạng của các bệnh viện tốt nhất tại Hoa Kỳ. Nhiều chuyên khoa y tế đã được thành lập tại đây, bao gồm phẫu thuật thần kinh với bác sĩ Harvey Cushin nội tiết với Alfred Blalock; nhi khoa và tâm thần học trẻ em với bác sĩ Leo Kanne.